# Calathea sphaerocephala
Calathea sphaerocephala är en strimbladsväxtart som beskrevs av Karl Moritz Schumann. Calathea sphaerocephala ingår i släktet Calathea och familjen strimbladsväxter. Inga underarter finns listade.